# Vladimir Ugrekhelidze
Vladimir Ugrekhelidze, en géorgien : ვლადიმერ უგრეხელიძე, né le 18 août 1939 à Tbilissi, dans la République socialiste soviétique de Géorgie, mort en février 2009, est un ancien joueur soviétique de basket-ball. 

## Palmarès
- Finaliste des Jeux olympiques 1960
- 3e du championnat du monde 1963
- Champion d'Europe 1961
- Champion d'Europe 1963